# 英国文学翻译中心
英国文学翻译中心是位于英国诺里奇的东安格利亚大学的一个研究中心。  成立于 1989 年 。
2021年起，台灣文化部開始跟中心合作，提供台灣文學翻譯工作坊，讓台灣作家、中文英譯導師、有意投身台灣文學英譯的學員三種身分的人，共同參加。第一屆邀請的台灣作家為紀大偉。第二屆邀請的作家為甘耀明。第三屆邀請的作家為張娟芬。這三屆的英譯導師為新加坡翻譯名家、小說家程異。因為COVID疫情所限，前兩屆在線上舉行，第三屆在英國校園現場舉行。
通过每年一度的文学翻译和创意写作暑期学校、翻译驻场、翻译研讨会以及位于东安格利亚大学的国际文学和翻译文学图书馆，提供支持专业文学翻译的公共计划。

## 外部連結
- 官方网站 （页面存档备份，存于）